# На грани фолКа
На грани фолКа — дебютный студийный альбом российской фолк-рок группы «Начало Века». Был издан в 2004 году «Фирмой Грамзаписи Никитин».
На грани фолКа записан в период с марта 2002 года по август 2004 года на домашней студии группы «Начало Века» в городе Волгограде.

## Список композиций
1. Паранья
2. Черёмушка
3. Таня-Танюша
4. Кабы сдох
5. Лебёдушка
6. Пью-пью
7. Свадебная
8. Жинка
9. Туман
10. Калинушка
11. Соловейка
12. Туман яром
13. О вечности
14. Яблонька
15. Чёрный ворон (бонус-трек)

- Слова: народные
- Музыка: народная
- Аранжировки: группа «Начало Века»
- Музыка и слова — Алексей Итюжов, аранжировка — Алексей Итюжов/Антон Крюков

## Участники записи

### Основной состав
- Алёна Сергиевская — вокал, бэк-вокал
- Ирина Сергиевская — вокал, бэк-вокал
- Алексей Итюжов — акустическая гитара, перкуссия
- Руслан Смага — гитара
- Елена Гусева — клавиши, перкуссия, голос (11)
- Михаил Быковский — бас-гитара
- Виктор Коваль — барабаны, перкуссия

### Вспомогательный состав
- Антон Крюков — акустическая гитара (2,4,9,10,12,13,14)
- Анатолий Попков — бас-гитара (6,7,10)
- Александр Старцев — бонги (3,4)
- Данила Зубов — бас-гитара (13)
- Запись и сведение: Алексей Итюжов
- Мастеринг: Андрей Субботин
- Инсталляция звукового оборудования: Андрей Волков